# Layahima valida
Layahima valida är en insektsart som först beskrevs av C.-k. Yang 1997.  Layahima valida ingår i släktet Layahima och familjen myrlejonsländor. Inga underarter finns listade i Catalogue of Life.